# Ohrnbach (Kupfer)
Der Ohrnbach ist ein über 2 km langer Bach auf dem Gemeindegebiet von Kupferzell im Hohenlohekreis im nordöstlichen Baden-Württemberg, der nach südwestlichen Lauf südsüdöstlich des namengebenden Dorfes der Gemeinde von rechts in die obere Kupfer mündet.

## Name
Der Name erschien erstmals als Siedlungsname einer gleichnamigen Wüstung Orenbach im Jahr 1252. Das Bestimmungswort leitet sich von einem althochdeutschen Personennamen *Ōro oder *Āro ab.

## Geographie

### Verlauf
Der Ohrnbach entspringt auf der Grenze der Goggenbacher und der Feßbacher Teilortgemarkung von Kupferzell im Nordostbogen der K 2366 Goggenbach–Kupferzell zwischen dem Aussiedlerhof im Gewann Im Breitholz von Feßbach und dem Friedrichshof im Gewann Zimmer von Goggenbach auf etwa 374 m ü. NN. Anfangs nur ein Graben am Feldrand, ist er auf etwa der ersten Hälfte seines Laufes Grenzbach zwischen der Feßbacher und der Goggenbacher Gemarkung. Er fließt sehr beständig südwestlich. Wo sein Lauf neben einen Feldweg tritt, von dem er fast bis zur Mündung nicht mehr weicht, setzt am linken Ufer der Waldstreifen Ghäu ein, der ihn über fast zwei Drittel seines Laufes begleitet. An dieser Waldgrenze zeigt der meist schnurgerade Lauf auf einem kurzen Abschnitt kleine Windungen. Vom Ende des begleitenden Waldes an wurde der unter einen halben Kilometer lange Unterlauf über die offene Flur und durch die breite Aue der Kupfer im Jahr 2015 von der Stadt Kupferzell renaturiert. Der Ohrnbach mündet kurz nach dem Zufluss des Goggenbachs und beinahe gegenüber dem Rinnenbach unterhalb der Flussquerung der K 2367 Goggenbach–Hesselbronn auf etwa 331 m ü. NHN in die Kupfer.
Der 2,3 km lange Ohrnbach mit einem mittleren Sohlgefälle von etwa 19 ‰ mündet etwa 43 Höhenmeter unterhalb seines Ursprungs. Er hat keine wesentlichen Zuflüsse.

### Einzugsgebiet
Der Ohrnbach entwässert etwa 1,1 km² des Unterraums Kupferzeller Ebene und Kocheneck des Naturraums Hohenloher und Haller Ebene. Die zwei höchsten Punkt liegen am Südosteck seines Einzugsgebietes auf dem Schindwasen, wo über 398 m ü. NN erreicht werden, sowie am Nordosteck auf 391 m ü. NN, wo außerhalb des Straßenbogens der K 2366 das Feldgewann Breitholz an den Wald Bachenstein außerhalb stößt. Der Anteil von etwa 17 Hektar am Ghäu sind der einzige Wald im Einzugsgebiet, das ansonsten fast ausschließlich aus großen, flurbereinigten Ackerflächen besteht; nur auf seinen letzten hundertfünfzig Metern über die flache Aue der Kupfer läuft der Bach in einer Wiese. Etwas weniger als die Hälfte rechnet zur Goggenbacher Teilortgemarkung, etwas mehr als die Hälfte zur Feßbacher, ganz zuletzt folgt rechts dem Bach ein nur schmaler Streifen der Kupferzeller Teilortgemarkung der Gemeinde Kupferzell. Die einzigen zwei Siedlungsplätze sind die beiden beim Verlauf genannten Aussiedlerhöfe am Ursprung.
An der Mündung beginnt ein kurzes Stück nordwestlicher Wasserscheide, jenseits der die Entwässerung direkt die Kupfer unterhalb erreicht. Auf dem längeren, nördlichen Abschnitt der Wasserscheide rechtsseits des Ohrnbachs jedoch fließt das Wasser an der Gegenseite über den Feßbach in die Kupfer unterhalb. Das wiederum nur kurze Stück der Einzugsgebietsgrenze im Osten zwischen den zwei höchsten Punkten grenzt an das des Bachensteiner Bachs, dessen Wasser über den Rüblinger Bach und den Eschentaler Bach weit oberhalb des Ohrnbach-Vorfluters Kupfer den Kocher erreicht. Die linke Wasserscheide im Süden und Südwesten durch das Ghäu grenzt fast bis zuletzt an den Entwässerungsbereich des Goggenbachs, der nach einem westlicheren Lauf an der anderen Seite des Ghäus entlang etwa einen Viertelskilometer oberhalb des Ohrnbachs in die Kupfer mündet.

## Geologie
Der Ohrnbach entspringt im Randbereich einer großen, im Quartär abgelagerten Lösssediment-Insel, die die umgebenden Hügelhöhen einnimmt. Darunter liegt der Lettenkeuper (Erfurt-Formation), die regional einzige Schicht des Unterkeupers, der das ganze übrige Einzugsgebiet bis hinunter zur Mündung bedeckt. Der den Untergrund der flachhügeligen Hohenloher Ebene aufbauende und für das wenig profilierte Relief verantwortliche Muschelkalk ist nur außerhalb des Einzugsgebietes aufgeschlossen, am nächsten im tiefer eingeschnittenen Tal des Eschentaler Bachs mit seinen Zuflüssen Bachensteiner Bach und Rüblinger Bach im Osten.

### LUBW
Amtliche Online-Gewässerkarte mit passendem Ausschnitt und den hier benutzten Layern: Lauf und Einzugsgebiet des Ohrnbachs

Allgemeiner Einstieg ohne Voreinstellungen und Layer: Daten- und Kartendienst der Landesanstalt für Umwelt Baden-Württemberg (LUBW) (Hinweise)
1. 1 2 3  Höhe nach dem Höhenlinienbild auf dem Hintergrundlayer Topographische Karte.
2. ↑  Länge nach dem Layer Gewässernetz (AWGN).
3. ↑  Einzugsgebiet abgemessen auf dem Hintergrundlayer Topographische Karte.
4. ↑  Höhe nach schwarzer Beschriftung auf dem Hintergrundlayer Topographische Karte.

### Andere Belege
1. ↑  Albrecht Greule: Deutsches Gewässernamenbuch. Walter de Gruyter, Berlin / Boston 2014, ISBN 978-3-11-057891-1, S. 389, „Ohrnbach“ (Auszug in der Google-Buchsuche).
2. ↑  Wolf-Dieter Sick: Geographische Landesaufnahme: Die naturräumlichen Einheiten auf Blatt 162 Rothenburg o. d. Tauber. Bundesanstalt für Landeskunde, Bad Godesberg 1962. → Online-Karte (PDF; 4,7 MB)
3. ↑  Geologie nach: Mapserver des Landesamtes für Geologie, Rohstoffe und Bergbau (LGRB) (Hinweise)